# Antoine Masurel
 (août 2017).
Si vous disposez d'ouvrages ou d'articles de référence ou si vous connaissez des sites web de qualité traitant du thème abordé ici, merci de compléter l'article en donnant les références utiles à sa vérifiabilité et en les liant à la section « Notes et références ».
Pour les articles homonymes, voir Masurel.
Antoine Masurel est un compagnon de la Libération né le 10 juillet 1912 à Roubaix et mort le 7 avril 1990 à Montfort l'Amaury.

## Biographie
D'une grande famille de négociants en laine et d'industriels textiles du Nord, Antoine Masurel est le fils puiné de Jules Paul Masurel, négociant en laine, et de Françoise Marie Thérèse Collart-Dutilleul. Par sa mère, il est le neveu de Roger Dutilleul. Il suit, après son service militaire, la carrière familiale, réalisant de nombreux voyages dans l'hémisphère sud. 
En juillet 1939, mobilisé comme sergent de réserve dans l'Armée de l'Air, Masurel est affecté aux Forces aériennes françaises en Orient-Méditerranée à Beyrouth.
Après l'Armistice, installé à Cannes, il prend contact avec Jacques Robert-Rewez, lorsque celui-ci développe le réseau "Phratrie", et s'engage dans les Forces françaises combattantes en 1942. Deuxième adjoint du chef de réseau, il prend part à la libération de Rewez en avril 1943, devient le premier adjoint de Jean-Louis Chancel lorsque celui-ci prend la tête de la "Phratie", avant d'en prendre lui-même la direction en février 1944.
Le 19 mai 1944, lors d'une mission de communication avec Londres, il est arrêté à Renescure, est emprisonné successivement à Gand, à Fresnes et à Bruxelles et condamné à mort. Il doit être déporté à Buchenwald. mais l'approche des Alliés et l'action de la Résistance belge permet sa libération le 3 septembre 1944.
Rapatrié en France, il assure diverses missions pour le compte des services secrets de la Direction générale des études et recherches (DGER) jusqu'en 1945.

## Décorations
- Commandeur de la Légion d'honneur
- Compagnon de la Libération par décret du 19 octobre 1945
- Croix de guerre 1939–1945  (2 citations)
- Médaille de la Résistance française par décret du 30 mai 1943[4]
- Ordre de l'Empire britannique à titre civil
- Officier de l'ordre de la Couronne (Belgique)
- Croix de guerre (Belgique)